# Lưu Tri Viễn
Lưu Tri Viễn (劉知遠) (4 tháng 3, 895 – 10 tháng 3, 948), sau đổi lại là Lưu Hạo (劉暠), miếu hiệu Hậu Hán Cao Tổ ((後)漢高祖), người tộc Sa Đà - là khai quốc chủ của Hậu Hán, triều đại thứ tư trong Ngũ Đại Thập Quốc trong lịch sử Trung Quốc. Triều đại do ông lập ra, nếu không tính thời kì Bắc Hán - là triều đại yểu mệnh nhất trong lịch sử Trung Quốc, chỉ có 3 năm.
Lưu Tri Viễn nguyên là bộ tướng thân cận dưới quyền Tiết độ sứ Hà Đông Thạch Kính Đường. Khi Thạch Kính Đường mượn quân Khiết Đan chiếm ngôi Tấn đế ở Trung Nguyên (936), ông được bổ nhiệm làm Tiết độ sứ trọng trấn Hà Đông. Năm 946, Hậu Tấn bị Liêu (tức Khiết Đan) tiêu diệt, và sau đó quân Liêu không hợp thủy thổ mà phải rút quân về phương bắc. Lưu Tri Viễn nhân Trung Nguyên vô chủ, dẫn quân chiếm Khai Phong, xưng đế lập ra Hậu Hán. Tuy nhiên ông chỉ làm vua được 10 tháng thì đã chết; triều đại của ông cũng chỉ duy trì thêm được có 3 năm rồi bị diệt vong.